# Tapeinothemis
Tapeinothemis is een geslacht van libellen (Odonata) uit de familie van de korenbouten (Libellulidae).

## Soorten
Tapeinothemis omvat 1 soort:
- Tapeinothemis boharti Lieftinck, 1950